# 江波 (中国人民解放军开国少将)
江波（1914年—1987年10月10日），湖北省黄安（今红安）人。中国人民解放军开国少将。

## 生平
1928年参加黄安县红军游击队。1929年升入主力部队任红一军第1师第1团通讯员，曾给红一师徐向前师长当过警卫员。1931年加入中国共产主义青年团。1933年转入中国共产党。后任红四军第10师交通队指导员，红四军第12师第36团营政委、红四军第11师第31团政治处主任、团政委。
1937年入延安抗大学习。任八路军第一二九师第三八五旅教导队教导员，八路军留守兵团警备七团营教导员，八路军留守兵团政治部直属政治处总支书记，新编第四旅供给部政治委员。1943年入延安中央党校学习。
第二次国共内战时期，任西北野战军第十七师供给部政治委员，第六纵队后勤部副政治委员。第一野战军第六军后勤部政委
中华人民共和国成立后，任第二兵团军后勤部政治委员，中国人民解放军第一通信学校政治委员，中国人民解放军高级通信学校政治委员，陕西省军区副政治委员。兰州军区政治部副主任。
1955年被授予大校军衔。获二级八一勋章、二级独立自由勋章、二级解放勋章。1961年晋升为少将军衔。  